# Рамос де Пареха
Бартоломео Ра́мос де Паре́ха (исп. Bartolomé Ramos de Pareja), или Ра́мис де Паре́ха (Ramis de Pareja), в латинизированной форме Bartolomeus Ramus (ок. 1440, Баэса, Андалусия — после 1491, Рим) — испанский теоретик музыки и композитор. Работал преимущественно в Италии.

## Биография
Подробности биографии Рамоса скудны. По его собственному утверждению, преподавал в Университете Саламанки. В 1470-х годах переехал в Болонью, где приобрёл популярность как авторитетный теоретик музыки и преподаватель (наиболее известный из его учеников Джованни Спатаро). В Болонье в 1482 году опубликовал свой трактат «Практическая музыка» (Musica practica). После неуспешных попыток сотрудничества с Болонским университетом около 1484 года переместился в Рим, где намеревался напечатать более объёмный трактат о музыке. По словам Спатаро, Рамос «вёл распутный образ жизни, который и стал причиной его смерти». Последние сведения о нём относятся к 1491 году. Точная дата его смерти неизвестна.
Музыкальные сочинения Рамоса не сохранились. О его композиционном мастерстве может свидетельствовать шифрованный бесконечный канон на 4 голоса, сохранившийся в богато иллюстрированной флорентийской рукописи XV века.

## Особенности музыкально-теоретического учения
Рамос признавал авторитет Боэция как философа и автора «математического» музыкального учения, но считал его мало пригодным для практического освоения музыки. В делении монохорда Рамос установил терции 5:4 и 6:5 вместо пифагорейских дитона и полудитона. В теории эти терции чистого строя закрепились позже, в трудах Лодовико Фольяно и Джозеффо Царлино. Обсуждение Рамосом настройки клавишных инструментов считается ранним свидетельством среднетоновой темперации. 
Вместо гексахордовой теории сольмизации, восходящей к Гвидо, предложил собственную мнемонику воксов-слогов (используя латинскую фразу psallitur per voces istas), в диапазоне октавы, что само по себе вернее отражало сложившуюся систему многоголосных октавных ладов. Однако теория сольмизации Рамоса не имела законченного вида и страдала явными концептуальными недостатками (в частности, двойная миксодиатоническая ступень B/H передавались одним и тем же слогом), которые воспрепятствовали её всеобщему признанию в качестве новой сольмизационной методики.
В области учения о ритмике (и нотации) Рамос остро полемизировал с мензуралистами-современниками, прежде всего, с Тинкторисом и Гафури. Рамос полагал длительность бревиса константной, вне зависимости от (перфектного или имперфектного) темпуса, в то время как традиция считала такой константой миниму.

## Рецепция
Несмотря на то, что Рамос не создал законченного учения, его эмпиризм (во многом благодаря активной пропаганде Спатаро) оказал влияние на последующее поколение теоретиков, прежде всего, на П. Арона и Дж. М. Ланфранко. Его книга получила резонанс во всей западной Европе. Так, три небольших трактата англичанина Джона Хотби, написанные в 1480-е годы, посвящены исключительно полемике с идеями Рамоса, высказанными на страницах этой книги.